# المقابر (الخبت)

تعديل مصدري - تعديل

المقابر هي إحدى قرى عزلة عبس بمديرية الخبت التابعة لمحافظة المحويت، بلغ تعداد سكانها 57 نسمة حسب تعداد اليمن لعام 2004.